# Herzogkasten (Kelheim)

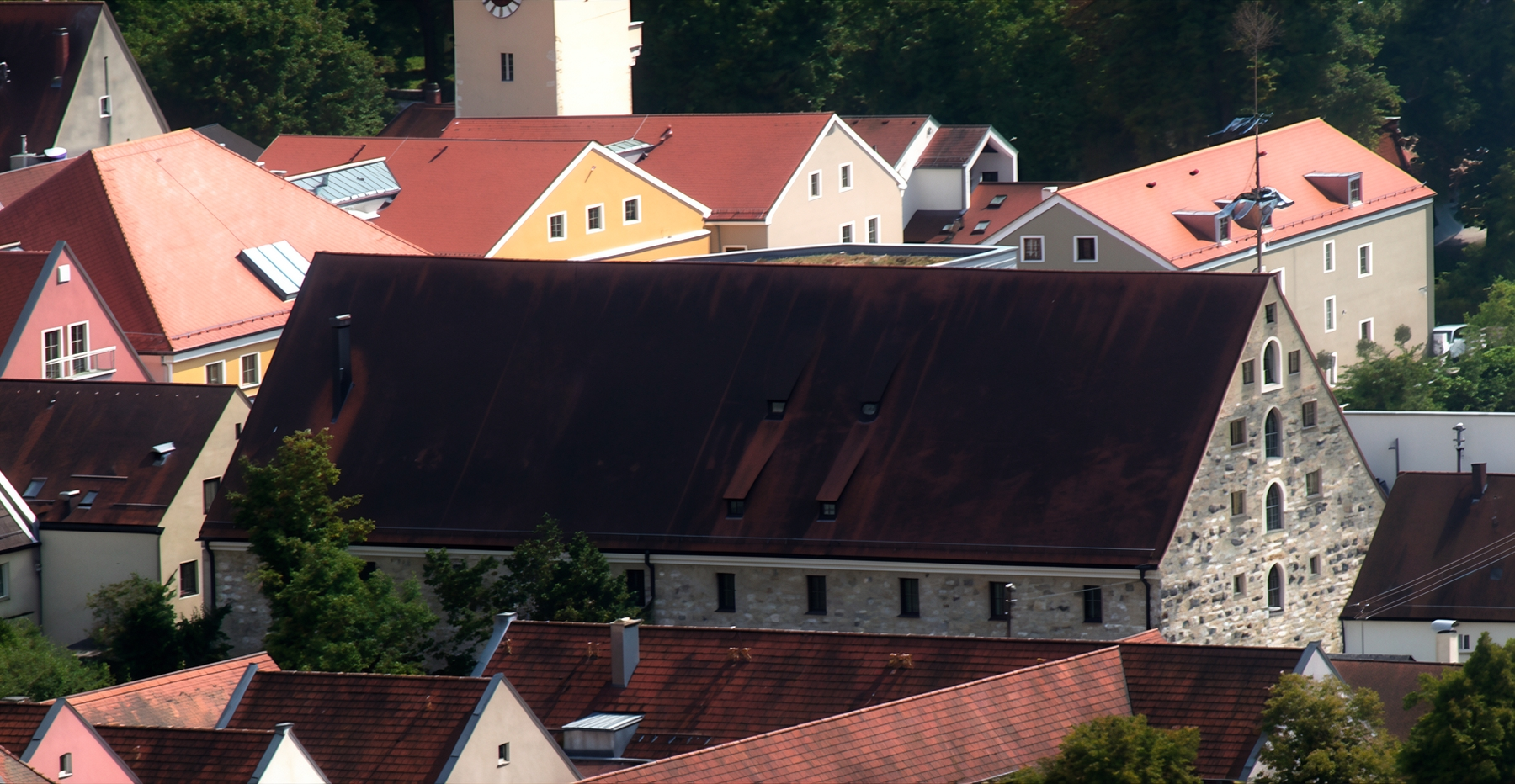
Herzogskasten

Der Herzogkasten in Kelheim (Lederergasse 11) wurde Ende des 15. Jahrhunderts aus Steinquadern der ehemaligen Kelheimer Burg errichtet, die sich an der Stelle des Wittelsbacher Amtsschlosses und späteren Landratsamts (Schlossweg 3) befunden hatte. Er diente als Speicher für die Zehnt-Naturalabgaben an den Herzog.

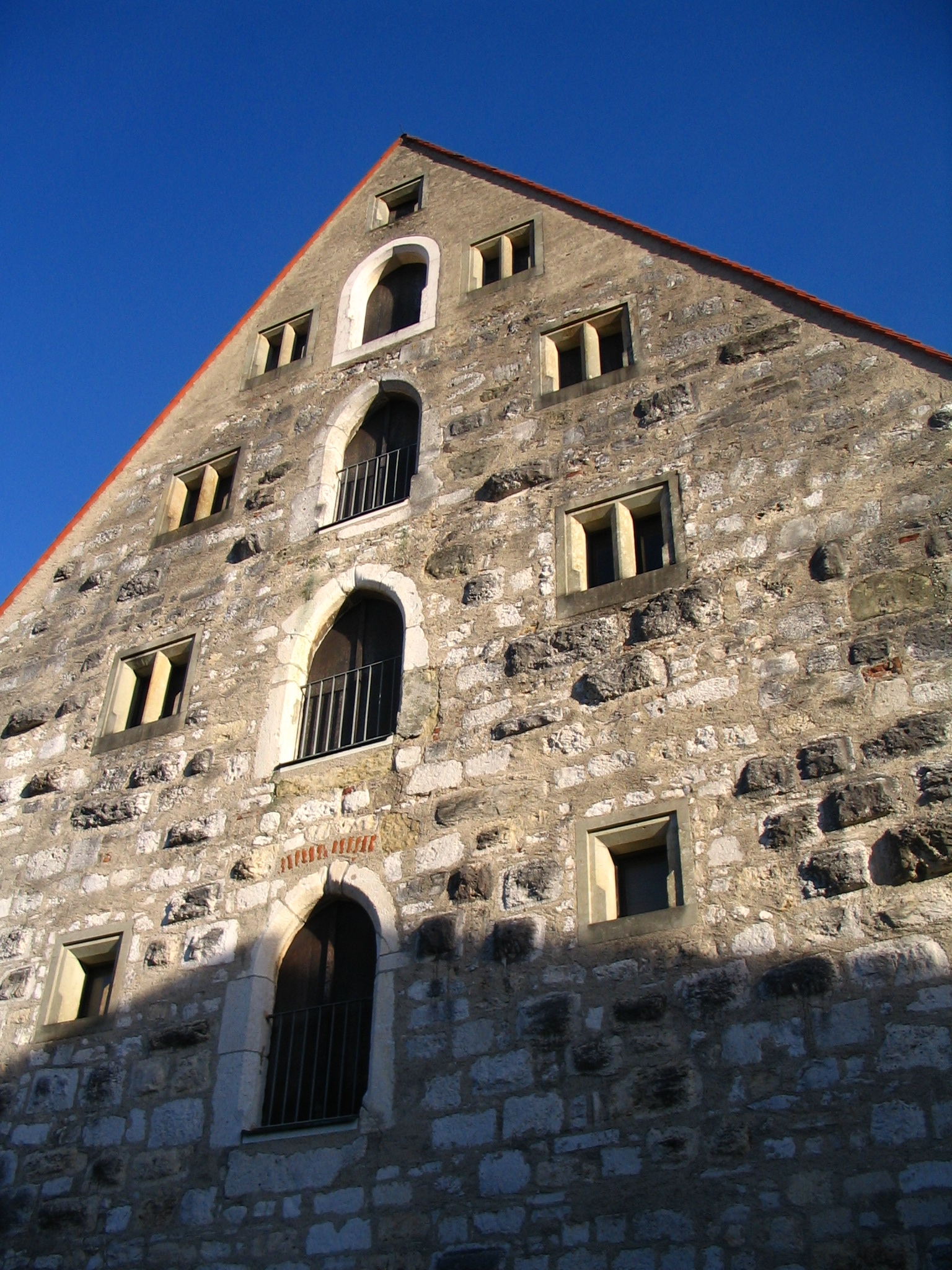

Das Gebäude ist niedriger, aber länger als sein Abensberger Gegenstück. Im Laufe der Zeit wurden an dem Gebäude zahlreiche bauliche Veränderungen vorgenommen. Nach dem Zweiten Weltkrieg war in dem Gebäude beispielsweise das Donaugymnasium untergebracht. Bei einer Renovierung wurden die zahlreichen Zwischenwände und sonstigen Einbauten wieder entfernt, so dass Erdgeschoss und erster Stock heute praktisch aus je einem einzigen Raum bestehen.
Im Jahre 1981 bezog das bereits 1908 gegründete Archäologische Museum Kelheim das Erdgeschoss, in dem seither die Geschichte von der Urzeit bis in ottonische Zeit gezeigt wird. 1990 wurde im ersten Stock eine weitere Abteilung eröffnet, die sich der Stadtgeschichte widmet. Ein Teil der Etage steht außerdem für Sonderausstellungen zur Verfügung.
Im Hof des Museums befinden sich ein originales Teilstück sowie die Rekonstruktion der Befestigungsmauer des keltischen Oppidums Alkimoennis in ursprünglicher Höhe, deren Überreste sich auf dem Michelsberg befinden. Hier ist auch die erste Station des Archäologieparks Altmühltal mit einer Hörsäule und Informationen zu den Ausgrabungen Am Main-Donau-Kanal.